# Långdistanslöparen
Långdistanslöparen (originaltitel: The Loneliness of the Long Distance Runner) är en brittisk socialrealistisk dramafilm från 1962 i regi av Tony Richardson. Filmen är baserad på kortromanen Långdistanslöparens ensamhet från 1959 av Alan Sillitoe.
1999 placerade British Film Institute filmen på 61:a plats på sin lista över de 100 bästa brittiska filmerna genom tiderna.

## Medverkande (urval)
| Michael Redgrave | – Chef vid Ruxton Towers ungdomsfängelse |
| Tom Courtenay    | – Colin Smith                            |
| Avis Bunnage     | – Mrs. Smith                             |
| Alec McCowen     | – Brown                                  |
| James Bolam      | – Mike                                   |
| Joe Robinson     | – Roach                                  |
| Dervis Ward      | – Kriminalpolis                          |
| Topsy Jane       | – Audrey                                 |
| Julia Foster     | – Gladys                                 |
| Ray Austin       | – Craig (ej krediterad)                  |
| John Thaw        | – Bosworth (ej krediterad)               |